# Des Moines International Airport

i7
i11
i13
Der Des Moines International Airport (IATA-Code: DSM, ICAO-Code: KDSM) ist der Flughafen von Des Moines, der Hauptstadt des US-Bundesstaats Iowa.

## Lage und Verkehrsanbindung
Der Des Moines International Airport befindet sich sieben Kilometer südwestlich des Stadtzentrums von Des Moines. Südlich des Flughafens verläuft der Iowa Highway 5 und östlich des Flughafens der U.S. Highway 69.
Der Flughafen wird durch Busse in den Öffentlichen Personennahverkehr eingebunden, die Route 8 der Des Moines Area Regional Transit Authority (DART) verbindet den Flughafen regelmäßig mit dem Stadtzentrum.

## Geschichte

Flughafendiagramm

1929 vereinfachte eine Gesetzesänderung der Iowa General Assembly die Errichtung von kommunalen Flugplätzen durch die Städte und in Des Moines begannen die Planungen, die zahlreichen in den 1920er Jahren entstandenen Flugplätze durch einen Neubau zu ersetzen. Von über 80 in Betracht gezogenen Standorten setzte sich der heutige durch, der damals auf Farmland außerhalb der Stadt lag. Die Bauarbeiten begannen 1932, im Zuge der Weltwirtschaftskrise wurden auch Mittel der Civil Works Administration bereitgestellt, um die Fertigstellung zu sichern. 1933 wurden die Bauarbeiten abgeschlossen und der Flughafen als Des Moines Airport eingeweiht.
Neben United Airlines, die seit der Eröffnung mit einem eigenen Hangar vertreten waren, nahmen 1940 Mid-Continent Airlines (ab 1952: Braniff International Airways) und ab 1957 Ozark Air Lines Verbindungen ab Des Moines auf. Die Zeit der Strahlflugzeuge in Des Moines begann 1963 mit einer Sud Aviation Caravelle der United Airlines, 3 Jahre später wurden erstmals 500.000 Passagiere in einem Jahr abgefertigt.
In den 1970er Jahren nahm der Flugverkehr weiter zu, 1974 wurde erstmals eine Million Passagiere abgefertigt. Ende der 1980er Jahre hatten neben den landesweiten Fluggesellschaften American Airlines, America West, Midway Airlines, Northwest Airlines, TWA und United Airlines auch sechs regionale Fluggesellschaften Des Moines in ihr Streckennetz aufgenommen. Nachdem der Zoll ein Büro am Flughafen eingerichtet hatte, erhielt er 1986 die Bezeichnung Des Moines International Airport.

## Flughafenanlagen

### Start- und Landebahnen
Bei Eröffnung verfügte der Flughafen über eine Fläche von 160 Acre (etwa 65 Hektar) und zwei asphaltierte Start- und Landebahnen mit einer Länge von je 1.800 ft (549 m). Ende der 1930er Jahre konnten bereits vier Bahnen genutzt werden, darunter eine mit 5.200 ft (1.585 m) Länge. In den 1960er Jahren wurde diese in nordwest-südöstlicher Richtung verlaufende Bahn mit einer Länge von 9.000 ft (2.743 m) als Hauptbahn genutzt, dazu kam eine Bahn für Landungen bei Seitenwind in südwest-nordöstlicher Richtung und einer Länge von 6.500 ft (1.981 m) sowie eine Start- und Landebahn für Flüge der Allgemeinen Luftfahrt mit 3.200 ft (975 m) Länge. Die Bahn für die Allgemeine Luftfahrt wurde im Jahr 2001 geschlossen, die beiden verbliebenen Landebahnen haben seit einer Erweiterung im Jahr 2002 eine Länge von 9.000 ft (2.743 m).

## Fluggesellschaften und Ziele
Am Flughafen von Des Moines bestehen Linienflugverbindungen zu Zielen innerhalb der Vereinigten Staaten. Die größten Anbieter sind die Fluggesellschaften Allegiant Air und American Airlines.